# برنت كريستيان بيركلاند
برنت كريستيان بيركلاند (بالنرويجية البوكمول: Bernt Christian Birkeland)‏ هو لاعب كرة قدم نرويجي في مركز الوسط، ولد في 16 يوليو 1974 في كريستيانساند في النرويج. شارك مع منتخب النرويج تحت 21 سنة لكرة القدم. أما مع النوادي، فقد لعب مع نادي ستارت ونادي شايد ونادي لينغبي.

## وصلات خارجية
- برنت كريستيان بيركلاند على موقع اتحاد النرويج (النرويجية)